# Ентронкаменту
Ентронкаме́нту (порт. Entroncamento; МФА: [ẽ.tɾõ.kɐ.ˈmẽ.tu]) — муніципалітет і місто в Португалії, в окрузі Сантарен. Розташований у західній частині країни, на теренах історичної португальської провінції Ештремадура. Належить до Сантаренської діоцезії Католицької церкви в Португалії. Права міського самоврядування має з 1945 року. Поділяється на 2 парафії. За адміністративним поділом, чинним до 1976 року, був складовою провінції Рібатежу. Площа муніципалітету — 13,73 км², населення муніципалітету — 20206 ос. (2011); густота населення — 1471,67 осіб/км²
. Патрон — Свята родина. Святковий день муніципалітету — 24 листопада. Поштовий індекс — 2330.  Код місцевої адміністративної одиниці — 1410. Складова статистичного регіону Центр.

## Географія
Ентронкаменту розташоване в центрі Португалії, в центрі округу Сантарен.
Ентронкаменту межує на півночі, півдні та заході з муніципалітетом Торреш-Новаш, на сході — з муніципалітетами Віла-Нова-да-Баркіня і Голеган.

## Населення
| 1950  | 1960  | 1970  | 1981   | 1991   | 2001   | 2011   |
| 6 804 | 7 355 | 9 195 | 11 976 | 14 226 | 18 174 | 20 206 |